# Menslage
Menslage település Németországban, azon belül Alsó-Szászország tartományban. Lakosainak száma 2511 fő (2023. december 31.). Menslage Essen, Quakenbrück, Badbergen, Nortrup, Kettenkamp, Eggermühlen, Berge, Herzlake, Löningen, Dohren és Brokstreek községekkel határos.

## Népesség
A település népességének változása:
| Lakosok száma | 2447 | 2441 | 2418 | 2491 | 2517 | 2511 |
|               | 2016 | 2017 | 2019 | 2021 | 2022 | 2023 |